# Bergby naturreservat
Bergby är ett naturreservat i Sala kommun i Västmanlands län.
Området är naturskyddat sedan 2015 och är 13 hektar stort. Reservatet omfattar berget Bergby och består av lavklädda hällar och tallar samt mindre områden med aspskog och sumpskog.